# Marie Waldburg
Marie Gräfin von Waldburg (* 19. Februar 1948 in Wolfegg) ist eine deutsche Journalistin und Gesellschaftskolumnistin.

## Leben und Arbeit
Marie Waldburg – eigentlich Maria Sidonia Gräfin von Waldburg zu Wolfegg und Waldsee – ist das sechste von sieben Kindern des Kunsthistorikers Johannes Graf von Waldburg zu Wolfegg und Waldsee (1904–1966) und seiner Gattin Franziska  geb. Gräfin von Ledebur-Wicheln (1913–2002). Sie hat eine Zwillingsschwester namens Elisabeth Gräfin von Kageneck. Ihr Vater starb, als sie achtzehn Jahre alt war. Nach dem Besuch der Volksschule in Kißlegg absolvierte sie 1966 das Abitur im Internat von Kloster Wald.
Im Anschluss an die Schulzeit war sie für ein Jahr an der deutschen Botschaft in Rawalpindi (Pakistan) tätig. Nach einem weiteren Jahr als Dolmetscherin in Paris begann Waldburg ein Sprachstudium in Französisch und Italienisch, zunächst in Heidelberg, dann in München.
Nach drei Semestern Kommunikationswissenschaft, Germanistik und Romanistik folgte die Aufnahme in die 13. Lehrredaktion der Deutschen Journalistenschule in München. Während des Studiums absolvierte Waldburg diverse Praktika, unter anderem beim Südfunk in Stuttgart in der Sportredaktion und bei Bild München in den Ressorts Lokales und Sport.
Im Jahre 1976 begann Waldburg bei der Münchner Abendzeitung, zunächst als Volontärin, nach einem Jahr dann als fest angestellte Redakteurin. Nach dem Ausscheiden von Michael Graeter 1983 übernahm Waldburg die Gesellschaftskolumne der Abendzeitung. Diese leitete sie bis zum Jahre 1999, als sie in gleicher Funktion zur Illustrierten Bunte wechselte, wo sie bis 2016 Chefin der Societykolumne war. Jedes Jahr nahm Waldburg dabei an den wichtigsten gesellschaftlichen Events auf der ganzen Welt teil, von den Verleihungen der Golden Globes und der Oscars in Los Angeles über die Filmfestspiele in Cannes und Venedig bis zum Rosenball in Monte Carlo und den Salzburger Festspielen.
Nach ihrer Tätigkeit als Kolumnistin ist Waldburg als Buchautorin tätig und tritt weiterhin als Co-Moderatorin im Fernsehen auf, unter anderem für „ZDF Royal“ bei Hochzeiten in europäischen Königshäusern.
Marie Waldburg heiratete 1981 Benedikt Freiherr von Perfall (* 1947), ist Mutter zweier Kinder, die 1982 und 1985 geboren wurden, und lebt in München.

## Bücher
- Meistens diskret – Erinnerungen einer Society-Reporterin. 2018, ISBN 978-3961711048

## Trivia
Helmut Dietl schrieb für Marie Waldburg einen Gastauftritt ins Drehbuch seiner Erfolgsserie Kir Royal über die Münchner Gesellschaft der 1980er Jahre. In der Folge „Muttertag“ tritt sie als Gast auf einem Fest in der Münchner Bavaria auf.